# Shadow Lake (Washington)
Shadow Lake  est une census-designated place américaine de l'État de Washington dans le comté de King. 
La population était de 2 262 habitants en 2010.